# Miroslav König
Miroslav König (n. 1 iunie 1972, Nitra) este un fost fotbalist slovac, ce a evoluat pe postul de portar pentru o serie de cluburi din Slovacia, Elveția, Turcia, Cehia și Grecia.

## Carieră
König și-a început cariera în 1991  la FC Nitra dar nu a prins niciun joc aici și s-a transferat la  FC Spartak Trnava în 1993. În timpul celor doi ani petrecuți la Spartak, König a impresionat scouterii clubului ŠK Slovan Bratislava pentru care a și semnat în 1995. Aici a jucat peste 100 de meciuri în 5 sezoane și a fost selecționat la Echipa națională de fotbal a Slovaciei. În anul 2000, a semnat cu  echipa de primă ligă elvețiană Grasshopper-Club Zürich unde nu a reușit să prindă primul unsprezece și se transferă la rivalii FC Basel după doar un sezon.  A mai jucat și pentru cluburile FC Concordia Basel și FC Zürich înainte de a ajunge în primul eșalon fotbalistic turc la Elazığspor în 2003. 
Un an mai târziu (2004) își pune semnătura pe contractul oferit de FC Baník Ostrava, echipă ce evoluează în Prima ligă cehă. În 2005 se întoarce în țara natală, unde va evolua pentru clubul de primă ligă MŠK Žilina.
Între 2006 - 2008 joacă pentru team-ul elen Panionios F.C., de unde se va și retrage la vârsta de 36 de ani.
A avut 43 de selecții la națională între 1997 și 2004.

## Titluri
| Sezon     | Club              | Titlu                       |
| --------- | ----------------- | --------------------------- |
| 1994-1995 | Slovan Bratislava | Corgoň Liga                 |
| 1994-1995 | Slovan Bratislava | Supercupa Slovaciei         |
| 1995-1996 | Slovan Bratislava | Corgoň Liga                 |
| 1995-1996 | Slovan Bratislava | Supercupa Slovaciei         |
| 1995-1996 | Slovan Bratislava | Trofeul Ciudad de Cartagena |
| 1996-1997 | Slovan Bratislava | Cupa Slovaciei              |
| 1998-1999 | Slovan Bratislava | Corgoň Liga                 |
| 1998-1999 | Slovan Bratislava | Cupa Slovaciei              |
| 2004-2005 | MŠK Žilina        | Locul II în Corgoň Liga     |